# Jasper Wiese
Jasper van der Westhuizen Wiese (Upington, 21 de octubre de 1995) es un rugbista sudafricano que se desempeña como octavo y juega en los Urayasu D-Rocks de la Japan Rugby League One. Es internacional con los Springboks desde 2021.

## Carrera
Su hermano menor es Cobus Wiese, también un rugbista profesional, ambos crecieron en una granja y asistieron a una secundaria tan pequeña; que no tenía suficientes alumnos para formar un equipo de rugby y solo se hablaba en afrikáans. Integraron entonces un seleccionado regional y destacaron en la Craven Week.
Gracias a una beca deportiva que ganó por el rugby, Jasper estudió agricultura en la Central University of Technology y fue aquí donde debutó en primera, jugando el Varsity Shield. En 2017 su nivel le permitió ser contratado por los Free State Cheetahs y más tarde jugó el Súper Rugby con los Cheetahs.

### Extranjero
Se marchó de su país en 2020, cuando fue contratado por los Leicester Tigers de Inglaterra y hasta agosto de 2023 sigue jugando allí. Con su nuevo club ganó la Premiership Rugby 2021-22, marcando un try en la final contra los Saracens y siendo nombrado el Jugador del Partido.

## Selección nacional
Jacques Nienaber lo convocó a los Springboks para disputar las pruebas de mitad de año 2021 y allí debutó contra Georgia. Luego enfrentó a los Leones Británicos e Irlandeses dos veces, mientras ellos realizaban su gira XXXIV.
Finalmente se afianzó en el plantel durante The Rugby Championship 2021. Debido a la veteranía de Duane Vermeulen, logró ganarse la titularidad para las pruebas de preparación 2023.

### Participaciones en Copas del Mundo
Nienaber lo convocó a Francia 2023 como titular indiscutido, para formar la tercera línea junto a Pieter-Steph du Toit y el capitán Siya Kolisi.
| Mundial                       | Sede    | Resultado | PJ | Tries |
| ----------------------------- | ------- | --------- | -- | ----- |
| Copa Mundial de Rugby de 2023 | Francia | Campeón   | 4  | 0     |

## Palmarés y distinciones notables
- Copa Mundial de Rugby de 2023